# Frits Bom
Frits Bom (Rotterdam, 20 april 1944 – Oliva (Valencia), 19 oktober 2017) was een Nederlandse tv-presentator en programmamaker. Hij werd vooral bekend als De Ombudsman van het gelijknamige tv-programma van de VARA. Opvolgers van dit programma, die hij ook presenteerde, waren De Konsumentenman, De Vakantieman en De Televisieman. Als verslaggever werkte hij voor het NOS Journaal. Ook presenteerde hij VARA's Dingen van de dag en het verborgencameraprogramma Poets.

## Loopbaan
Bom begon in 1970 bij de AVRO als medewerker van het verborgencamera-programma Poets. Vele jaren was hij vervolgens het gezicht van de consumentenprogramma's van de VARA. Dat waren achtereenvolgens De Ombudsman vanaf 1978 en later De Konsumentenman met daarna het ervan afgeleide reisprogramma Konsumentenman Reizen, Konsumentenbus en Konsumentenboot.
Bom onderscheidde zich vooral door het bedenken van originele en grappige vormen om informatie (infotainment) op een groot publiek over te brengen.
In 1978 publiceerde hij een boek getiteld Het mysterie van de hunebedden: buitenaardse hulp? waarmee hij zich in de gelederen schaarde van destijds populaire schrijvers als Erich von Däniken e.a. die archeologische raadsels op buitenissige wijze trachtten te verklaren door ze toe te schrijven aan interventies van ruimtewezens.
In 1989 leidde een conflict met voorzitter Marcel van Dam tot het vertrek van Bom bij de VARA. Hij nam ontslag op staande voet. Even later kon Bom aan de slag bij het korte tijd daarvoor opgerichte RTL 4, met het tv-programma De Vakantieman en werd hij panellid in het komische programma van André van Duin. 
In 1993 kreeg hij bij RTL 4 nog een geheel ander tv-programma, Elke Nederlander wordt geacht de wet te kennen, dat over rechtspraak ging.
In 1993 publiceerde hij het boek getiteld De Tijd. In deze beschouwing overdenkt Bom het probleem van de tijd. Van de kosmologische, parapsychologische en chronologische tijden, via de wereld van de inwendige klok, tijd in de muziek, de jetlag, de tijdfractals, naar het mysterieuze terrein van chaos en tijd, de Big-Bang.
Na zeven jaar lang dichtbekeken live-uitzendingen op primetime werd De Vakantieman beëindigd, omdat er een oververtegenwoordiging was van oudere kijkers, terwijl de zender naar verjonging van het kijkersbestand streefde. Toch keerde hij nog een seizoen terug, nu met het tv-programma De Vakantieman op reis, waarbij hij zelf met camera op pad ging en verslag deed in plaats van een live-uitzending met publiek vanuit een studio.
Vervolgens startte Bom bij TV Gelderland een wekelijks televisieprogramma onder de titel "De Televisieman".
In 2004 verscheen hij weer op televisie, in een onverwachte rol: in reclamespots als ‘Leningman’ voor Becam, een bedrijf dat hypotheekleningen verstrekte. Deze rol leverde hem kritiek op, omdat Bom als ex-ombuds/consumentenman de suggestie wekte objectief te zijn, maar in feite reclame maakte en de kijker kon misleiden, omdat de spot veel op zijn oude programma's leek.
Van 2005 tot en met 2012 publiceerde Bom op zijn website vrijwel dagelijks een televisierecensie (met zo nu en dan een onderbreking) onder het pseudoniem De TV-recensent. Ook konden gastrecensenten hun mening ventileren. Op 1 januari 2013 stopte hij hiermee.
In 2009 was hij verslaggever in de Dik Voormekaar Show in de rubriek Twan de Stuntman.
Bom schreef tien boeken. Zijn laatste, De Havenman - Rotterdams voor Gevorderden, dateert van september 2011. De titel "De Havenman" ontleende hij aan de start van zijn carrière toen hij aan de toenmalige Havenvakschool werd opgeleid tot gediplomeerd havenwerker. Het boek verbindt het Rotterdams met het havenjargon.
Frits Bom overleed op 19 oktober 2017 na een kort ziekbed in zijn woonplaats in Spanje. Hij werd 73 jaar.